# Томал
Томал (на гръцки: Αυγό, Авго, до 1927 година Τόμα или Τόμαλ) е обезлюдено село в Република Гърция, разположено на територията на дем Бук (Паранести) в област Източна Македония и Тракия.

## География
Село Томал е разположено на южните склонове на Родопите. Васил Кънчов го определя като чечко село, попадащо в Драмския Чеч.

## История

### В Османската империя
Съгласно статистиката на Васил Кънчов („Македония. Етнография и статистика“) към 1900 година в Томал има 10 помашки къщи.

### В Гърция
В 1920 година селото има 48 жители. През 1923 година селото по силата на Лозанския договор жителите му като мюсюлмани са изселени в Турция и на тяхно място са заселени гърци бежанци. През 1927 година името на селото е сменено от Тома (Τόμα) на Авго (Αυγό). През 1928 година в Томал има 7 гръцки семейства с 21 души - бежанци от Турция. Непосредствено преди Втората световна война селото е напуснато от жителите си.
| Година    | 1913 | 1920 | 1928 | 1940 | 1951 | 1961 | 1971 | 1981 | 1991 | 2001 | 2011 | 2021 |
| --------- | ---- | ---- | ---- | ---- | ---- | ---- | ---- | ---- | ---- | ---- | ---- | ---- |
| Население |      | 48   | 21   |      |      |      |      |      |      |      |      |      |